# Замок Фалез
Замок Фалез (фр. Château de Falaise) — одна из первых каменных крепостей Нижней Нормандии, расположенная на юго-западе города Фалез. Место рождения Вильгельма Завоевателя. Замок приобрёл текущий вид в результате масштабной (и во многом спорной) реконструкции (с использованием бетона и других современных материалов), продолжавшейся с 1987 по 1997 годы.
Название замка происходит от слова «falaise» — «скала», потому что крепость расположена на местном возвышении. Замок связан с Вильгельмом Завоевателем, внебрачным сыном герцога Роберта Нормандского, который родился здесь в 1028 году. Замок и окружающие земли принадлежали семье и потомкам Вильгельма Завоевателя, который стал королем Англии, до XIII века.
Научные исследования замка начали в середине XIX века. С тех пор памятник средневековой архитектуры отнесли к историческим памятникам.
Раскопки на месте замка обнаружили первые каменные стены, датированные X веком, что сделало замок Фалез практически первой каменной крепостью в Нормандии. Этапы построения связывают с созданием подземных хранилищ для запасов оружия, воды и продуктов. Подземных хранилищ обнаружено три. Значительный строительный период связан с Генрихом I Боклерком в XII веке, когда был создан первый дворец и первые подземелья. Он имел типичные черты феодального жилья англо-нормандской архитектуры вроде Тауэра в Лондоне. Первый этаж был княжеским жильем с главным залом, залом аудиенций (аула), спальнями, небольшими гостиными или помещениями для семьи и гостей, замковой часовней. Также имелись кухни и хранилища для еды на случай блокады замка.
Создание второй, прямоугольной в плане башни, связывают с королем Генрихом II. Известно, что тогда новый король праздновал Рождество 1159 года в замке Фалез вместе со своей женой Элеонорой Аквитанской и королевским двором. Эта пристройка увеличила жилые помещения замка. Строгие стены замка достаточно высокие, что значительно затрудняло военные атаки.
Круглая башня донжон выстроена в начале XIII века (примерно в 1207 году) во времена короля Филиппа II Августа, когда он вместе с собственной армией покорил Нормандию и захватил замок. Её назвали башня Талбот в честь английского военного инженера Талбота, который отвечал за её ремонт и укрепление в годы Столетней войны. Аналогом башни была такая же в средневековой крепости Лувра.
Высокая башня выдаётся за границы первоначальной крепости, связана с ней переходом и имела только оборонительное значение. Она выстроена военными инженерами короля Франции согласно новым требованиям к замковой обороне того времени.
Замок был заброшен в XVI веке в связи с изменениями в ведении войны и новыми установками в строительстве крепостей. Не использовались и жилые помещения, потому что возникли первые роскошные королевские резиденции-дворцы ренессансно-маньеристического характера вроде Фонтенбло или замков в долине реки Луара. Весь XVII век замок пустовал и разрушался.
На разрушенный замок обратили внимание в начале XIX в., в связи с тщательным изучением исторических памятников эпохи барокко, маньеризма и Возрождения. В 1840 году замок Фалез получил статус исторического памятника. Ремонтами стен и реставрацией здания занимался Руприх-Виктор Робер, ученик знаменитого Виолле-ле-Дюка. Тогда же укрепили подземелья, которые были спасены от разрушений. Замок Фалез был частично разрушен во времена бомбежек Второй мировой войны, но три его башни сохранились.
В период между 1987 и 1997 годами передний фасад Круглой башни был восстановлен по проекту архитектора Бруно, главного архитектора исторических памятников Кальвадоса. Он активно использовал полированный бетон и стальные стержни для укрепления, что вызвало критику за использование не подходящих для средневековой архитектуры строительных материалов.

Виды после реконструкции
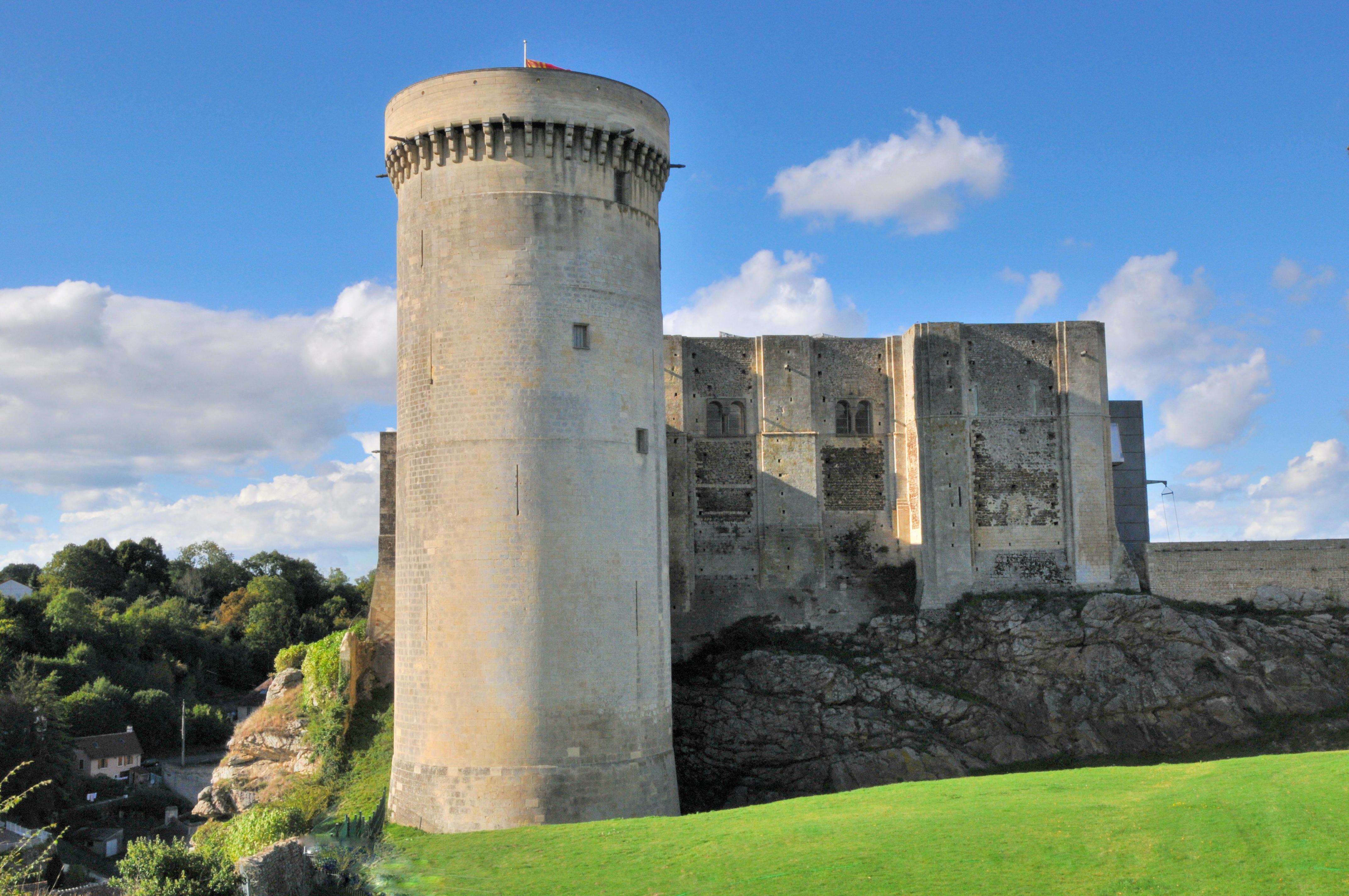
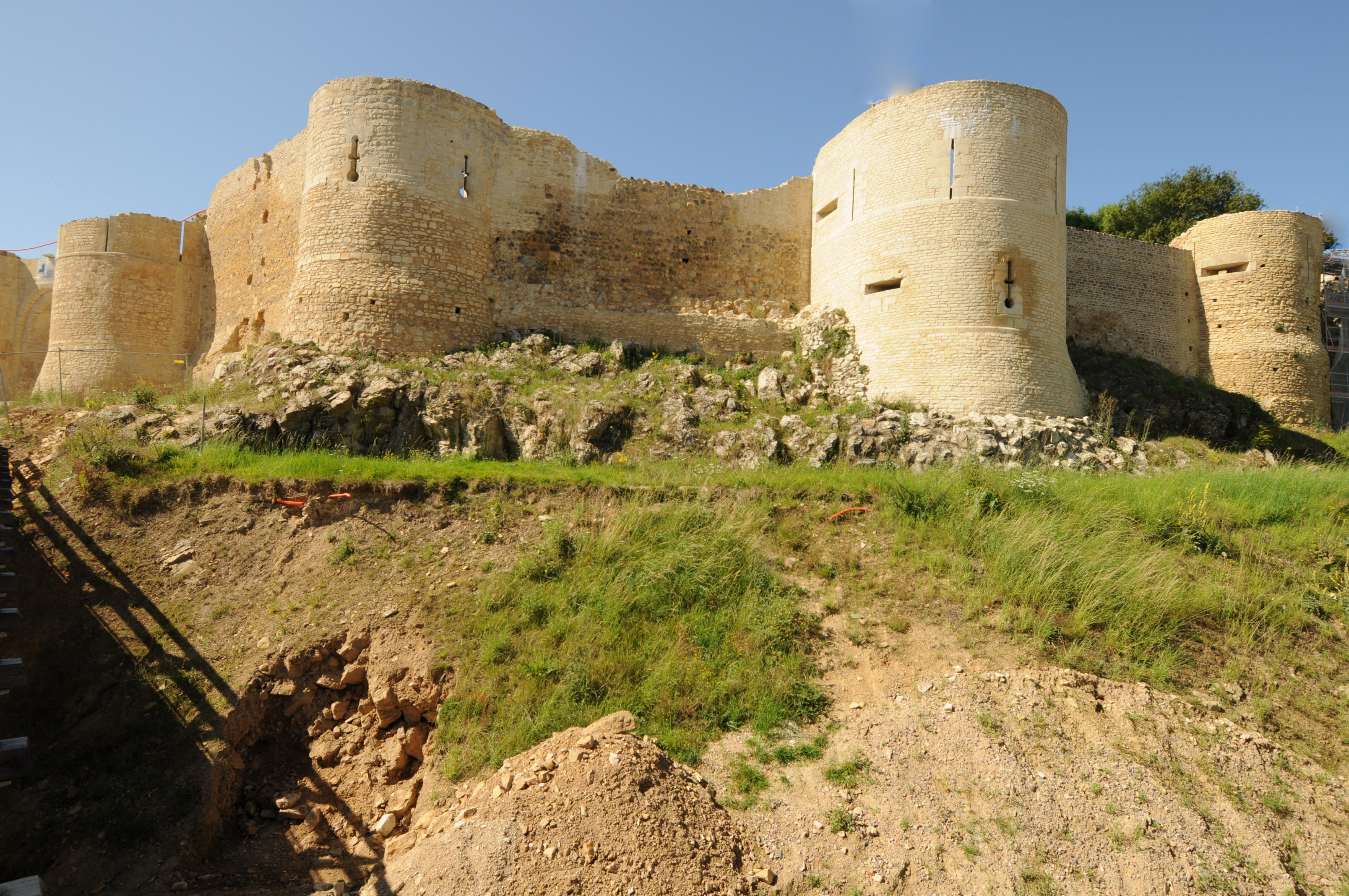
Восстановленные стены и башни
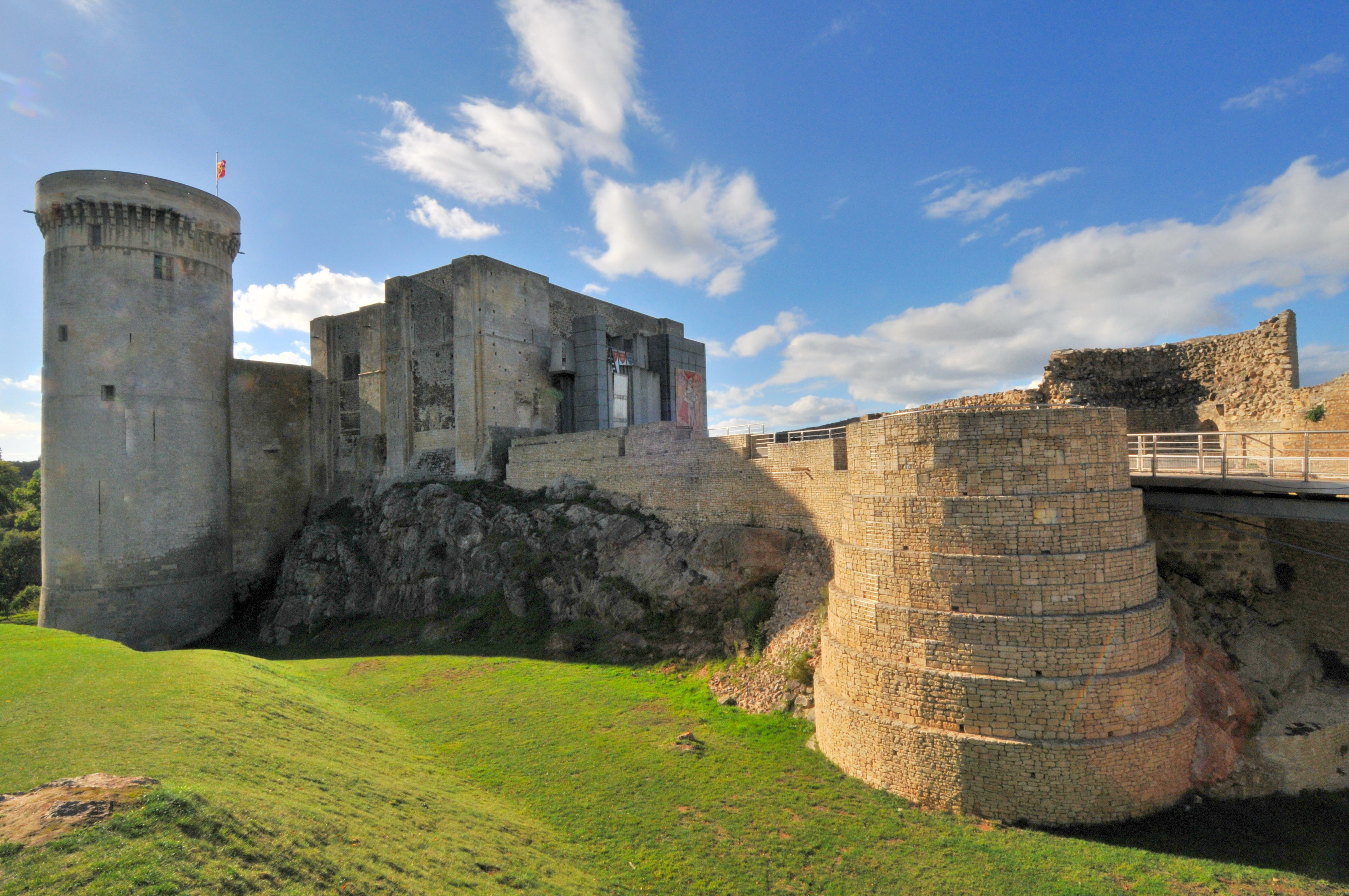
Со стороны рва
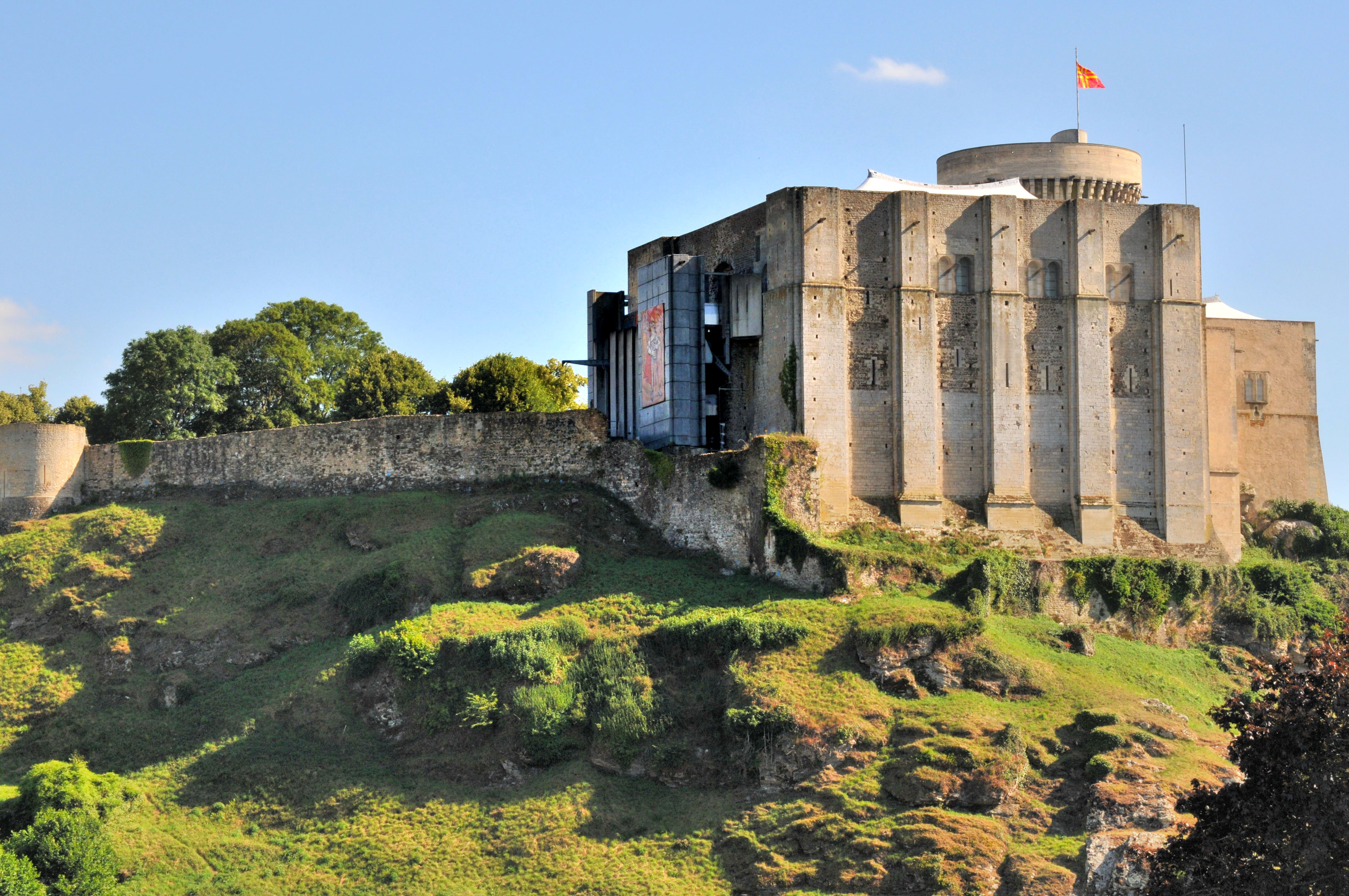
Боковой фасад